# クルーラー

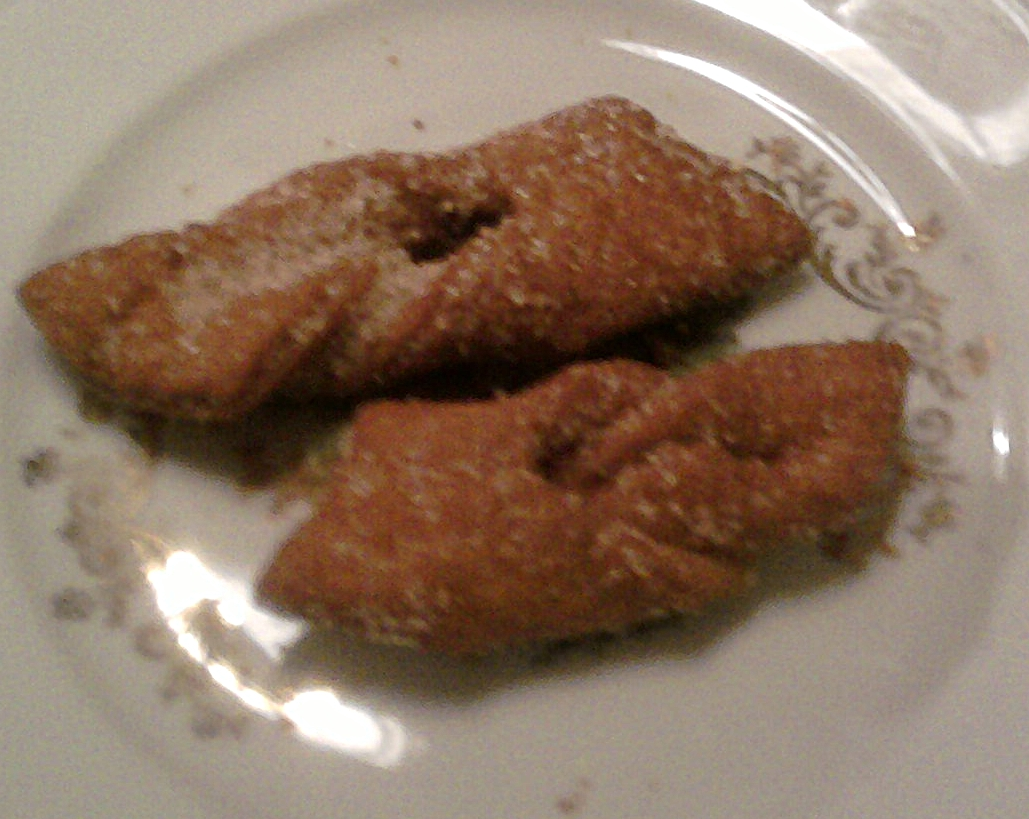
デンマークで "klejner" と呼ばれる伝統的スタイルの自家製クルーラー

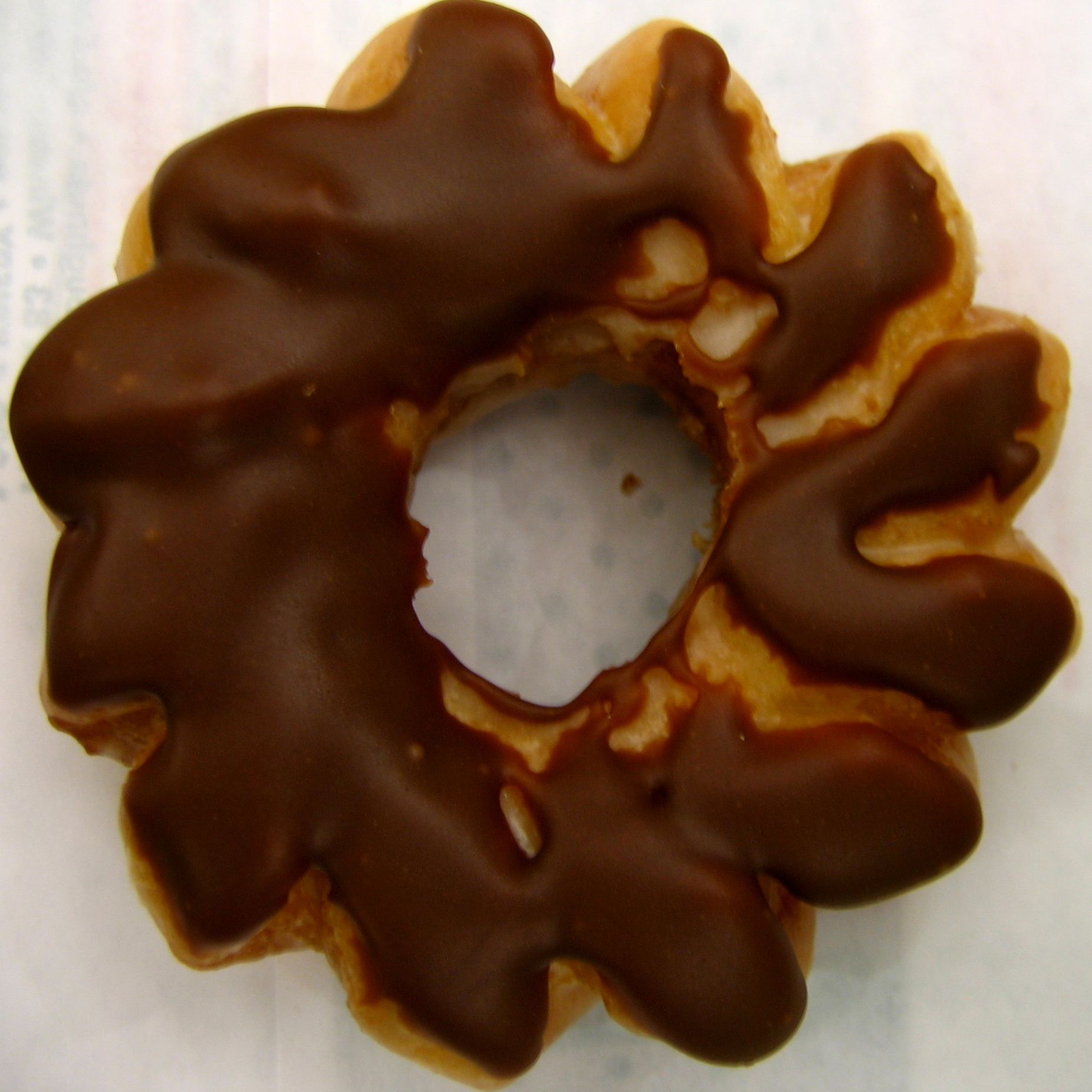
チョコレートがトッピングされたフレンチ・クルーラー

クルーラー（cruller）は、ドーナツ生地をねじりながら円を書くように成形された揚げ菓子。ツイスター（twister）とも呼ばれる。シナモンを混ぜた粉砂糖やアイシングで覆われていることが多い。

## 概要
クルーラーの名前はシュー生地で作られたフレンチ・クルーラーと同様に、19世紀初頭の「曲がった」という意味のオランダ語「kruller」に由来する。
クルーラーは、伝統的にドイツなどのヨーロッパ諸国で、四旬節の前の脂肪源としてマルディグラの日に食べられている。デンマークでは「Klejner」、スウェーデンでは「Klenäter」と呼ばれる。語源は共に低ザクセン語である。スカンディナヴィアでは、一般的にクリスマスにクルーラーを食べる。
クルーラーは、カナダ、アメリカのニューイングランド、中部大西洋岸諸州、中西部、カリフォルニア州で日常的によく食べられている。伝統的なスタイルのクルーラーが中西部でよく見られるのは、おそらくはドイツ系移民に由来するからと考えられる。この地域では、現在でも家族経営のパン屋ではクルーラーを「krullers」と呼ぶからである。（アメリカでは一般に「dunking sticks」もしくは単に「sticks」と呼ぶことが多い）
ダンキンドーナツは、新しく導入した機械では伝統的なクルーラーの生地を作ることができず、手作業でそれを行う必要が生じたために2003年に販売を停止した。ティムホートンズ、ハニー・デュー・ドーナツ、クリスピー・クリーム・ドーナツでは伝統的なクルーラーの販売が続けられているが、ダンキンドーナツではフレンチ・クルーラーのみの販売となっている。その代わりに同チェーンではクルーラーの代用品として、機械によって手作業で作られたものよりも多くねじられたケーキ・スティックを数種類販売している。
中国で売られるクルーラーには、東アジアや東南アジアで食べられる油条に由来するものもある。